# 타이 문자
타이 문자(태국어: อักษรไทย 악손 타이[*]) 또는 태국 문자는 태국어의 표기에 쓰이는 표음문자이다. 수코타이 왕국 제3대 왕인 람캄행 대왕이 1283년에 크메르 문자를 바탕으로 태국어의 음운 구조에 맞게 창제하였다. 문자의 계통은 아부기다인 인도의 브라흐미 문자의 맥을 잇고 있으나, 인도 아대륙의 문자와는 달리, 기본 자음자는 a모음을 반드시 수반하지 않으며, 단독 모음 글자가 구비되어 있는 인도계 문자와 달리, 모든 모음자는 부가적으로 쓰여서, 단독모음을 쓸 때도 형식상의 자음인 อ을 붙이지 않으면 안 된다. 이 경우, อ의 용법은 어두에 오는 소리값 없는 ㅇ과 역할이 같다.
로마자와 같은 대소문자의 구별은 없다. 44자의 자음자 중 두 글자를 제외한 거의 모든 자음자의 필획이 작은 동그라미로부터 시작하여 독특한 느낌을 준다. 타이 문자의 서체 중에서는 같은 문자라고 생각할 수 없을 정도로 모양이 다른, 로마자와 매우 흡사하게 변형된 서체도 있으며, 서체에 따라 자체의 형태 변화가 심한 편이다.
왼쪽에서 오른쪽으로 쓴다.

## 자음자
자음자는 모두 44자이다. 같은 음을 나타내는 복수의 글자가 있는 경우가 많은데, 이 경우 어떤 성조인가 고유 태국어인가 산스크리트어, 팔리어 계열의 외래어인가 등에 따라서 사용하는 글자가 결정된다.
- 자모를 읽을 때는 자음소리에 모음 "어 (-อ)"를 붙여 발음하고 구별을 위해 해당 자음자가 들어가는 단어를 붙여 구별한다.
  - 예. "ข"를 ข ไข่（달걀의 ข（커））[1], "ค"를 ค ควาย（젖소의 ค（커））, "ฆ"를 ฆ ระฆัง（종의 ฆ（커））
- 또한 같은 문자가 초성과 종성에서 다른 소리가 나는 경우가 있다.
  - 예. "ร, ล, ฬ" (초성: ㄹ -> 종성: ㄴ)

### 사전배열순
| 문자 | 명칭      | 명칭           | 명칭                | 왕립타이식 자모(RTGS) | 왕립타이식 자모(RTGS) | IPA   | IPA  | 자음분류 |
| ---- | --------- | -------------- | ------------------- | --------------------- | --------------------- | ----- | ---- | -------- |
| 문자 | 타이 문자 | RTGS 표기      | 의미                | 초성                  | 종성                  | 초성  | 종성 | 분류     |
| ก    | ก ไก่      | ko kai         | 닭                  | k                     | k                     | k     | k    | 중자음   |
| ข    | ข ไข่      | kho khai       | 달걀                | kh                    | k                     | kʰ    | k    | 고자음   |
| ฃ    | ฃ ขวด     | kho khuat      | 병 (甁)             | kh                    | —                     | kʰ    | —    | 고자음   |
| ค    | ค ควาย    | kho khwai      | 물소                | kh                    | k                     | kʰ    | k    | 저자음   |
| ฅ    | ฅ คน      | kho khon       | 사람                | kh                    | —                     | kʰ    | —    | 저자음   |
| ฆ    | ฆ ระฆัง    | kho ra-khang   | 종                  | kh                    | k                     | kʰ    | k    | 저자음   |
| ง    | ง งู       | ngo ngu        | 뱀                  | ng                    | ng                    | ŋ     | ŋ    | 저자음   |
| จ    | จ จาน     | cho chan       | 접시                | ch                    | t                     | tɕ    | t    | 중자음   |
| ฉ    | ฉ ฉิ่ง      | cho ching      | 징                  | ch                    | —                     | tɕʰ   | —    | 고자음   |
| ช    | ช ช้าง     | cho chang      | 코끼리              | ch                    | t                     | tɕʰ   | t    | 저자음   |
| ซ    | ซ โซ่      | so so          | 쇠사슬              | s                     | t                     | s     | t    | 저자음   |
| ฌ    | ฌ เฌอ     | cho choe       | 나무                | ch                    | —                     | tɕʰ   | —    | 저자음   |
| ญ    | ญ หญิง     | yo ying        | 여자                | y                     | n                     | j     | n    | 저자음   |
| ฎ    | ฎ ชฎา     | do cha-da      | 무용용 관           | d                     | t                     | d     | t    | 중자음   |
| ฏ    | ฏ ปฏัก     | to pa-tak      | 장대                | t                     | t                     | t     | t    | 중자음   |
| ฐ    | ฐ ฐาน     | tho than       | 받침대              | th                    | t                     | tʰ    | t    | 고자음   |
| ฑ    | ฑ มณโฑ    | tho mon-tho    | 만도다리 (라마야나) | th, d                 | t                     | tʰ, d | t    | 저자음   |
| ฒ    | ฒ ผู้เฒ่า    | tho phu-thao   | 노인                | th                    | t                     | tʰ    | t    | 저자음   |
| ณ    | ณ เณร     | no nen         | 사미                | n                     | n                     | n     | n    | 저자음   |
| ด    | ด เด็ก     | do dek         | 어린이              | d                     | t                     | d     | t    | 중자음   |
| ต    | ต เต่า     | to tao         | 거북이              | t                     | t                     | t     | t    | 중자음   |
| ถ    | ถ ถุง      | tho thung      | 자루,봉지           | th                    | t                     | tʰ    | t    | 고자음   |
| ท    | ท ทหาร    | tho thahan     | 군인                | th                    | t                     | tʰ    | t    | 저자음   |
| ธ    | ธ ธง      | tho thong      | 깃발                | th                    | t                     | tʰ    | t    | 저자음   |
| น    | น หนู      | no nu          | 쥐                  | n                     | n                     | n     | n    | 저자음   |
| บ    | บ ใบไม้    | bo baimai      | 나뭇잎              | b                     | p                     | b     | p    | 중자음   |
| ป    | ป ปลา     | po plaa        | 물고기              | p                     | p                     | p     | p    | 중자음   |
| ผ    | ผ ผึ้ง      | pho phueng     | 벌                  | ph                    | —                     | pʰ    | —    | 고자음   |
| ฝ    | ฝ ฝา      | fo fa          | 마개, 뚜껑          | f                     | —                     | f     | —    | 고자음   |
| พ    | พ พาน     | pho phan       | 쟁반                | ph                    | p                     | pʰ    | p    | 저자음   |
| ฟ    | ฟ ฟัน      | fo fan         | 이 (齒)             | f                     | p                     | f     | p    | 저자음   |
| ภ    | ภ สำเภา   | pho samphao    | 돛단배              | ph                    | p                     | pʰ    | p    | 저자음   |
| ม    | ม ม้า      | mo ma          | 말                  | m                     | m                     | m     | m    | 저자음   |
| ย    | ย ยักษ์     | yo yak         | 도깨비              | y                     | y                     | j     | j    | 저자음   |
| ร    | ร เรือ     | ro ruea        | 배 (船)             | r                     | n                     | r     | n    | 저자음   |
| ฤ    | ร รึ       | ro rue (short) | *                   | rue                   | —                     | rɯ    | —    | —        |
| ฤๅ   | ร รือ      | ro rue (long)  | *                   | rue                   | —                     | rɯː   | —    | —        |
| ล    | ล ลิง      | lo ling        | 원숭이              | l                     | n                     | l     | n    | 저자음   |
| ฦ    | ล ลึ       | lo lue (short) | *                   | lue                   | —                     | lɯ    | —    | —        |
| ฦๅ   | ล ลือ      | lo lue (long)  | *                   | lue                   | —                     | lɯː   | —    | —        |
| ว    | ว แหวน    | wo waen        | 반지                | w                     | w                     | w     | w    | 저자음   |
| ศ    | ศ ศาลา    | so sala        | 정자                | s                     | t                     | s     | t    | 고자음   |
| ษ    | ษ ฤๅษี     | so ruesi       | 도사                | s                     | t                     | s     | t    | 고자음   |
| ส    | ส เสือ     | so suea        | 호랑이              | s                     | t                     | s     | t    | 고자음   |
| ห    | ห หีบ      | ho hip         | 상자                | h                     | —                     | h     | —    | 고자음   |
| ฬ    | ฬ จุฬา     | lo chula       | 연                  | l                     | n                     | l     | n    | 저자음   |
| อ    | อ อ่าง     | o ang          | 대야                | **                    | —                     | ʔ     | —    | 중자음   |
| ฮ    | ฮ นกฮูก    | ho nok-huk     | 부엉이              | h                     | —                     | h     | —    | 저자음   |

### 발음에 따라 묶은 것
| 문자             | 한글전사 | 발음       |
| ---------------- | -------- | ---------- |
| ก                | 꺼-      | [k]        |
| ข, ค, ฆ          | 커-      | [kʰ]       |
| ง                | 응어-    | [ŋ]        |
| จ                | 쩌-      | [tɕ]       |
| ฉ, ช, ฌ          | 처-      | [tɕʰ]      |
| ด, ฎ             | 더-      | [d]        |
| ต, ฏ             | 떠-      | [t]        |
| ถ, ท, ธ, ฐ, ฑ, ฒ | 터-      | [tʰ]       |
| น, ณ             | 너-      | [n]        |
| บ                | 버-      | [b]        |
| ป                | 뻐-      | [p]        |
| ผ, พ, ภ          | 퍼-      | [pʰ]       |
| ฝ, ฟ             | 훠-      | [f]        |
| ม                | 머-      | [m]        |
| ย, ญ             | 여-      | [j]        |
| ร                | 러-      | [ɾ]또는[r] |
| ล, ฬ             | 을러-    | [l]        |
| ว                | 워-      | [w]        |
| ศ, ษ, ส, ซ       | 써-      | [s]        |
| ห, ฮ             | 허-      | [h]        |
| อ                | 어-      | [ʔ]        |

## 모음자
모음자는 단독으로 쓰일 수 없고, 모두 자음자에 붙여 부가적으로 표기된다. 자음자의 앞,뒤,상,하 각 위치에 모두 올 수 있다. 태국어는 잘 알려진 다른 성조언어인 중국어나 베트남어와 달리, 모음의 장단이 의미를 변별하는 역할을 하기 때문에, 장단모음의 구별이 문자상으로도 철저하다.
| 단모음                 | 단모음  | 단모음 | 단모음          | 장모음 | 장모음 | 장모음         | 장모음      |
| RTGS                   | 어말    | 어중   | IPA             | RTGS   | 어말   | 어중           | IPA         |
| ---------------------- | ------- | ------ | --------------- | ------ | ------ | -------------- | ----------- |
| a                      | ◌ะ      | ◌ั-     | [a]             | a      | ◌า     | ◌า-            | [aː]        |
| i                      | ◌ิ       | ◌ิ-     | [i]             | i      | ◌ี      | ◌ี-             | [iː]        |
| ue                     | ◌ึ       | ◌ึ-     | [ɯ]             | ue     | ◌ือ     | ◌ื-             | [ɯː]        |
| u                      | ◌ุ       | ◌ุ-     | [u]             | u      | ◌ู      | ◌ู◌             | [uː]        |
| e                      | เ◌ะ     | เ◌็-    | [e]             | e      | เ◌     | เ◌-            | [eː]        |
| ae                     | แ◌ะ     | แ◌็-    | [ɛ]             | ae     | แ◌     | แ◌-            | [ɛː]        |
| o                      | โ◌ะ     | ◌-     | [o]             | o      | โ◌     | โ◌-            | [oː]        |
| o                      | เ◌าะ, ◌็ | ◌็อ-    | [ɔ]             | o      | ◌อ     | ◌อ-, ◌-        | [ɔː]        |
| oe                     | เ◌อะ    | เ◌ิ-    | [ɤʔ]            | oe     | เ◌อ    | เ◌ิ-, เ◌อ-, เ◌- | [ɤː];[ɤ]    |
| 이중모음               |         |        |                 |        |        |                |             |
| ia                     | เ◌ียะ    | เ◌ียะ   | [iaʔ]           | ia     | เ◌ีย    | เ◌ีย-           | [iaː]       |
| uea                    | เ◌ือะ    | เ◌ือะ   | [ɯaʔ]           | uea    | เ◌ือ    | เ◌ือ-           | [ɯaː]       |
| ua                     | ◌ัวะ     | ◌ัวะ    | [uaʔ]           | ua     | ◌ัว     | ◌ว-            | [uaː]       |
| 어말자음을 포함한 모음 |         |        |                 |        |        |                |             |
| io                     | ◌ิว      | ◌ิว     | [iu];[iw]       |        |        |                |             |
| eo                     | เ◌็ว     | เ◌็ว    | [eu];[ew]       | eo     | เ◌ว    | เ◌ว            | [eːu];[eːw] |
|                        |         |        |                 | aeo    | แ◌ว    | แ◌ว            | [ɛːu];[ɛːw] |
| ao                     | เ◌า     | เ◌า    | [aw]            | ao     | ◌าว    | ◌าว            | [aːu]       |
|                        |         |        |                 | iao    | เ◌ียว   | เ◌ียว           | [iau]       |
| ai                     | ◌ัย      | ◌ัย     | [ai];[aj]       | ai     | ◌าย    | ◌าย            | [aːi];[aːj] |
| ai                     | ใ◌, ไ◌  |        | [ai];[aj]       | ai     | ◌าย    | ◌าย            | [aːi];[aːj] |
| oi                     | ◌็อย     | ◌็อย    | [ɔi];[ɔj]       | oi     | ◌อย    | ◌อย            | [ɔːi];[ɔːj] |
|                        |         |        |                 | oi     | โ◌ย    | โ◌ย            | [oːi];[oːj] |
| ui                     | ◌ุย      | ◌ุย     | [ui];[uj]       |        |        |                |             |
|                        |         |        |                 | oei    | เ◌ย    | เ◌ย            | [əːj]       |
|                        |         |        |                 | uai    | ◌วย    | ◌วย            | [uai];[uaj] |
|                        |         |        |                 | ueai   | เ◌ือย   | เ◌ือย           | [ɯai];[ɯaj] |
| 특수 모음              |         |        |                 |        |        |                |             |
| am                     | ำ       | ำ      | [am]            |        |        |                |             |
| rue, ri, roe           | ฤ       | ฤ      | [rɯ];[ri];[rɤː] | rue    | ฤๅ     | ฤๅ             | [rɯː]       |
| lue                    | ฦ       | ฦ      | [lɯ]            | lue    | ฦๅ     | ฦๅ             | [lɯː]       |

1. ↑  입술을 옆으로 빼고 우-로 발음 (으 발음)
2. ↑  입술을 둥글게 돌출하여 발음
3. ↑  종성 ร (ro ruea)에서만은 ◌ร [ɔːn]로 나타냄.
4. 1 2  특정 단어에만 사용된다.
5. ↑  종성 ย (yo yak)에서만은 เ◌ย [ɤːj]로 나타냄.
6. ↑  전통적으로 이러한 이중 모음과 삼중 모음은 wo waen (ว, /w/) or yo yak (ย, /j/)를 종성으로 사용하는 일반 모음 및 이중 모음의 조합으로 취급되며 32개의 모음에 포함되지 않는다.
7. 1 2 3  Sara ai (ใ◌ 및 ไ◌) 및 sara ao (เ◌า) 도 추가 모음으로 간주.
8. ↑  Mai malai (ไ◌)는 대부분의 단어에서 [ai] 모음에서 사용, mai muan (ใ◌)는 20개의 특정 단어에서만 사용.
9. ↑  특수 모음은 별개의 모음 소리가 아닌 특정 모음-자음 조합을 나타내는 기호이다. 전통적으로 모음으로 간주되나, 일부 출처에서는 그렇지 않다.

## 성조

태국어(중부)의 성조 변화 도표(mid:평성,low:저성,falling:하성,high:고성,rising:상성)

태국어는 성조언어로 각각 평성, 저성, 하성, 고성, 상성으로 불리는 다섯 개의 성조를 갖고 있다. 학습교재에 따라서는 이를 1,2,3,4,5성 또는 평성,1,2,3,4성으로 분류하기도 한다. 태국어의 성조는 각각의 자모의 결합방식에 의하여 규칙적인 예측이 가능한 구조로 되어 있다. 이 예측 법칙에 따라 별도의 성조부호가 없는 것을 무형성조, 별도의 성조부호를 첨가한 것은 유형성조라 부른다. 그러나 유형 성조 역시 성조부호가 붙는 경우가 정해져 있다.
1. 평성(เสียงสามัญ 시앙 사-만[*], 중간음) (aa) [33]
2. 저성(เสียงเอก 시앙 엑[*], 낮은 음) (àa) [21]
3. 하성(เสียงโท 시앙 토-[*], 평성보다 조금 높은 위치에서 하강하는 음) (âa) [41]
4. 고성(เสียงตรี 시앙 트리[*], 평성보다 조금 높은 음에서 시작하여 보다 약간 높아지는 음) (áa) [45]
5. 상성(เสียงจัตวา 시앙 찻타와-[*], 저성의 위치에서 높아지는 음) (ǎa) [214]

자음자는 중자음,고자음,저자음이라는 분류로 나뉘는데, 이 분류는 성조를 예측하는 데 있어서 매우 중요하다. 유형성조에서는 4종류의 성조부호가 있는데（ ่ (1:ไม้เอก, 마이엑)、 ้ (2:ไม้โท, 마이토-)、 ๊ (3:ไม้ตรี, 마이뜨리-)、 ๋ (4:ไม้จัตวา, 마이짯따와-)）각각의 성조부호를 붙이는 법은 자음의 종류 및 뒤에 따라 다르다. 예를 들어 3성기호나 4성기호는 중자음에서만 사용되며, 고자음 및 저자음에서는 사용되지 않는다. 또한 성조부호에 따른 실제 성조는, 자음의 종류, 자음이 포함된 음절의 종류, 그리고 자음과 결합하는 모음의 종류에 따라 결정된다.
- 자음의 종류: 중자음, 고자음, 저자음
- 음절의 종류: 개음절(종성이 없거나 -n, -m, -ŋ, -y, -w 음가의 종성이 오는 경우) 또는 폐음절(-k, -t, -p 음가의 종성이 오는 경우)
- 자음에 붙는 모음의 종류: 저자음 폐음절의 경우, 자음에 붙는 모임이 장음(예: -aak) 또는 단음(예: -ak)에 따라 성조가 변화한다.

| 자음                                                                        | 성조기호 없음 | 성조기호 없음 | 성조기호 없음 | 성조기호 있음 | 성조기호 있음 | 성조기호 있음 | 성조기호 있음 |
| 자음                                                                        | 개음절        | 폐음절        | 폐음절        | ่(1)           | ้(2)           | ๊(3)           | ๋(4)           |
| 자음                                                                        | 개음절        | 단모음        | 장모음        | ่(1)           | ้(2)           | ๊(3)           | ๋(4)           |
| --------------------------------------------------------------------------- | ------------- | ------------- | ------------- | ------------- | ------------- | ------------- | ------------- |
| 중자음：ก, จ, ฎ, ฏ, ด, ต, บ, ป, อ                                           | 평성(-)       | 저성(\)       | 저성(\)       | 저성(\)       | 하성(^)       | 고성(/)       | 상성(v)       |
| 고자음：ข, ฃ, ฉ, ฐ, ถ, ผ, ฝ, ศ, ษ, ส, ห                                     | 상성(v)       | 저성(\)       | 저성(\)       | 저성(\)       | 하성(^)       |               |               |
| 저자음：ค, ง, ช, ซ, ท, น, พ, ฟ, ม, ย, ร, ล, ว, ฆ, ฌ, ธ, ฑ, ฒ, ณ, ภ, ญ, ฬ, ฮ | 평성(-)       | 고성(/)       | 하성(^)       | 하성(^)       | 고성(/)       |               |               |

## 문장부호 및 철자법상의 특징
태국어는 기본적으로 띄어쓰기를 하지 않으며, 각종 문장부호를 사용하지 않는다. 간혹 긴 문장의 중간에서 띄어쓰기를 하는 경우는 문장의 내용의 흐름에 따라서 임의적인 판단으로 사용하는 것으로, 문장이 끝날 때에는 빈 공간으로 대신한다. 문장기호를 사용하지 않으며, 숫자 이외에 태국어 특유의 문장부호 역시 기본문자에 포함되어 있는데, 대표적으로 다음과 같은 것이 있다.
- _์ 묵음부. 이 부호가 찍힌 글자는 읽지 않는다.
- ๆ 반복부호 부호 앞의 단어를 반복하여 의미를 강조하거나 반복어구를 만드는 역할을 한다.
- ฯ 생략부호 긴 단어를 생략할 때 사용한다. 방콕의 태국어 이름인 크룽텝도 긴 공식명칭을 생략한 것이다.
- ฯลฯ 이 부호는 "기타 등등"의 의미를 나타낸다.

## 타이 숫자
타이 문자에는 인도계 문자의 특징중에 하나로써, 고유숫자가 문자의 일부로 포함되어 있다. 아라비아 숫자도 쓰이지만, 공식표기및 일상생활에서 타이 숫자의 사용빈도는 상당히 높은 편이다. 숫자 5를 뜻하는 ๕의 발음이 'hâa'이기 때문에, '555+'는 인터넷의 통신체로 웃음을 뜻한다.
| 0    | 1    | 2    | 3    | 4   | 5   | 6   | 7       | 8    | 9        |
| ---- | ---- | ---- | ---- | --- | --- | --- | ------- | ---- | -------- |
| sǒon | nùng | sŏng | săam | sìe | hâa | hòk | jèt/cèt | páet | kâo/kâao |
| ๐    | ๑    | ๒    | ๓    | ๔   | ๕   | ๖   | ๗       | ๘    | ๙        |
| 쑨   | 능   | 썽   | 쌈   | 시  | 하  | 혹  | 쩻      | 뺏   | 까오     |

## 같이 보기
- 라오 문자
- 크메르 문자
- 태국어